# 荒川雄太
荒川 雄太（あらかわ ゆうた、1987年10月14日 - ）は、東京都大田区出身の元プロ野球選手（捕手）。右投右打。

## 経歴

### プロ入り前
東京都大田区出身。幼なじみの友人に誘われ小学2年生時に地元少年軟式野球チームの西六ジャガーズに入団。恵まれた大柄な体格ながらも、当初は野球経験が乏しく外野手としてスタートしたが、地道な努力により小学3年生で上級生を押し退け捕手のレギュラーを獲得。その後は「4番・捕手」として大活躍し、中心選手としてクラブ史上初優勝を含む多くの勝利をもたらした。中学時代にアジアAA選手権大会に日本代表として出場。その後日大高へ進学し、高校通算26本塁打を記録した。

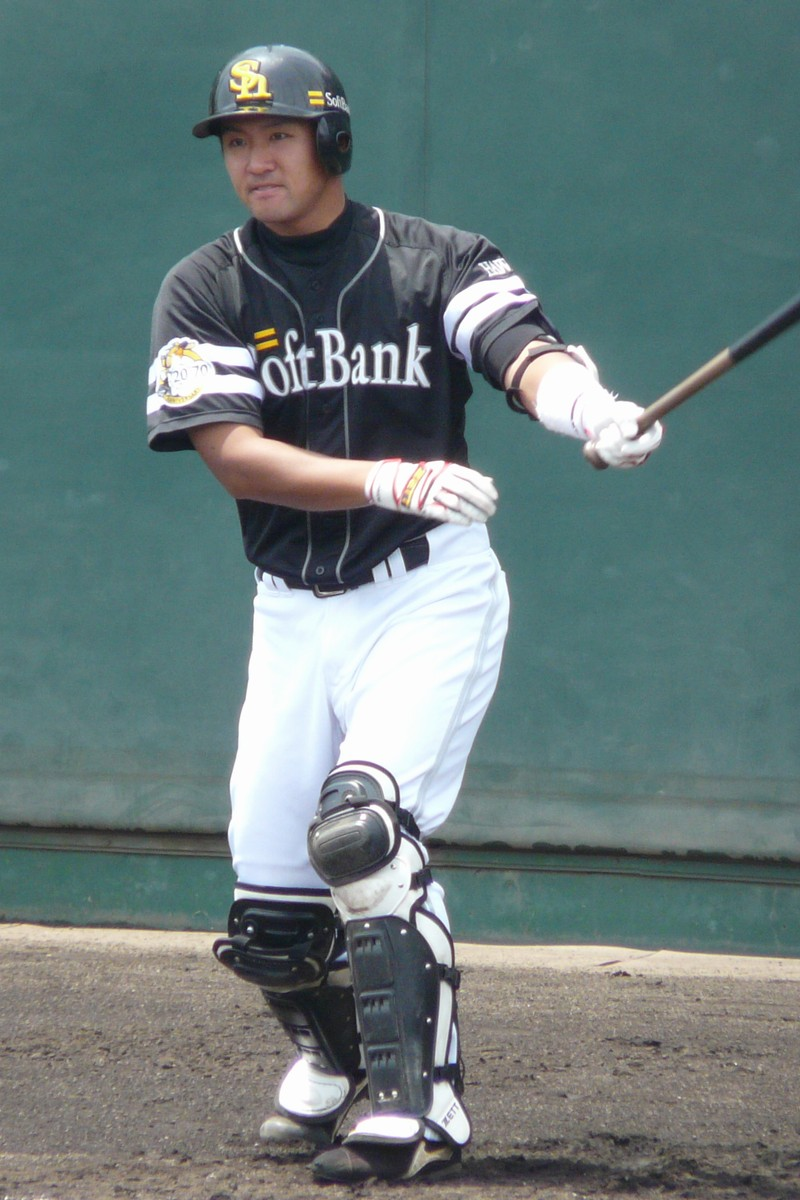
ソフトバンク時代

2005年の高校生ドラフト会議で福岡ソフトバンクホークスより1巡目指名を受け入団。同年オフにFA権を行使しシアトル・マリナーズへ移籍した城島健司の後継者として期待され、入団当時は「ポスト城島」と称された。

### 現役時代
2008年のファーム日本選手権では、適時打とスクイズで2打点を挙げる活躍を見せ、守備でも先発のルーキー岩嵜翔を好リードで1失点完投へと導き、優秀選手賞を受賞した。
2009年シーズンはファームで40試合に出場するも打率.179と打撃面で課題を残し、2010年は怪我のため22試合の出場に留まり、打率も前年と同じく.179と低迷、同年10月1日に戦力外通告を受けた。
その後、11月10日に開催された2010年度12球団合同トライアウト（第1回）に参加し、打撃面では無安打に終わったもののリード面を評価され、11月11日に埼玉西武ライオンズが荒川を獲得することが公式発表され、12月6日に入団会見が行われた。この戦力外通告から西武との契約までの模様は2010年12月29日放送『プロ野球戦力外通告・クビを宣告された男達』において一部始終が放送された。
しかし、西武への移籍後も一度も一軍戦に出場することなく、2012年11月1日に現役引退を発表した。

### 現役引退後
2013年からはブルペン捕手としてチームに残留。ブルペン捕手以外にもファームマネジャー補佐やファーム用具補佐、人財開発スタッフを兼任した。
2022年10月28日、2023年から三軍バッテリーコーチを務めることが発表された。なお、ブルペン捕手も引き続き兼任する。2024年からは、前述の職に加え、人財開発担当も兼務する。2024年10月10日にコーチ契約の終了が発表された。
2025年からはファームスコアラー兼ブルペン捕手を務める。

## 詳細情報

### 年度別打撃成績
- 一軍公式戦出場なし

### 背番号
- 22（2006年 - 2010年）
- 63（2011年 - 2012年）
- 93（2013年 - 2019年）
- 103（2020年 - 2022年）
- 98（2023年 - 2024年）
- 105（2025年 - ）